# Dante's Inferno
Dante's Inferno är ett actionäventyrsspel från 2010 utvecklat av Visceral Games och utgivet av Electronic Arts till Xbox 360 och Playstation 3. Spelet släpptes också till Playstation Portable och utvecklades av Artificial Mind and Movement. Berättelsen bygger på Inferno, den första lovsången i Dante Alighieris Den gudomliga komedin, och delar många likheter med dikten. Spelet innehåller förbannade människor som finns i lämpliga cirklar av helvetet och diverse andra monster från dikten. Spelet följer Dantes bedrifter (återskapad som en tempelriddare) när han reser genom helvetets nio cirklar för att återvinna sin älskade Beatrices själ ur Lucifers händer.

## Röstskådespelare
- Graham McTavish - Dante Alighieri
- Vanessa Branch - Beatrice Portinari
- John Vickery - Lucifer
- JB Blanc - Alighiero
- Tom Tate - Francesco / Pontius Pilate
- Richard Moll - Death / Minos
- Peter Egan - Richard I / Bishop of Florence / Farinata degli Uberti
- Alison Lees-Taylor - Cleopatra / Boudica / Electra
- Bart McCarthy	- Virgil / Charon
- Lewis Macleod - Marc Antony / Frederick II
- Dee Bradley Baker	- Death
- Beth Cordingly -  Fulvia / Thais / Tiresias
- Stuart Organ -  Brunetto Latini / Count Ugolino / Fra Alberigo
- Daniel Curshen - Attila / Mordred / Orpheus
- Giancarlo Cicconi - Ciacco / Filippo Argenti / Pietro della Vigna